# Покровка (Амвросиевский район)
Покровка (укр. Покровка) — село на Украине, находится в Амвросиевском районе Донецкой области. Находится под контролем самопровозглашённой Донецкой Народной Республики.

## География
Село расположено на правом берегу реки Крынки (приток Миуса).
В Донецкой области имеется одноимённый населённый пункт — посёлок Покровка, выше по течению Крынки, в составе Харцызского городского совета.

#### Соседние населённые пункты по странам света
С: —
СЗ: Покровка (Харцызского горсовета), Троицко-Харцызск (оба выше по течению Крынки)
З: Третяки, Виноградное, город Иловайск
ЮЗ: Металлист, Бондаревское, Григоровка
Ю: Елизавето-Николаевка
ЮВ: Новопетровское, Новоклиновка, Котовского, Родники, Трепельное
СВ: Степано-Крынка (на противоположном берегу Крынки), Русско-Орловка
В: Малая Шишовка

## Население
Население по переписи 2001 года составляет 472 человека.

## Общая информация
Код КОАТУУ — 1420687102. Почтовый индекс — 87320. Телефонный код — 6259.

## Адрес местного совета
87320, Донецкая область, Амвросиевский район, с. Степано-Крынка, ул. Советская, д. 1а, тел.37-2-25